# Apurímac (vùng)
Apurímac là một vùng ở miền trung Peru. Vùng này giáp vùng Cusco ở phía đông, phía tây giáp Ayacucho (vùng), phía nam giáp Arequipa và Ayacucho.

## Các tỉnh
Vùng này được chia thành 7 tỉnh (provincia), các tỉnh được chia thành 80 huyện (distrito). Dưới đây là tỉnh, thủ phủ trong ngoặc đơn:
- Abancay (Abancay)
- Andahuaylas (Andahuaylas)
- Antabamba (Antabamba)
- Aymaraes (Chalhuanca)
- Chincheros (Chincheros)
- Cotabambas (Tambobamba)
- Grau (Chuquibambilla)